# Xiaoting
Shen Xiaoting (chinês: 沈小婷; pinyin: Shěn Xiǎotíng; hangul: 션샤오팅, Chengdu, 12 de Novembro de 1999) mais conhecida apenas como Xiaoting (hangul: 샤오팅), é uma cantora e dançarina chinesa. É integrante do grupo feminino Kep1er, formado em 2021 através do reality show de sobrevivência da Mnet, Girls Planet 999, no qual a artista alcançou o nono e final lugar do ranking.

## Biografia
Xiaoting nasceu em Chengdu, na província de Sujuão, na China.
Ela é a filha do meio, tendo uma irmã mais velha e uma mais nova, e vivia juntamente com a avó.

## Carreira

### Pré-estreia
A sua especialidade é a dança de salão. Aos 14 anos, competiu nas finais do CBDF China Cup Tour 2013 em dança de salão com seu parceiro, Feng Yuhang, na categoria Sub 16, ficando em quarto lugar.
Em 2014, aos 15, Xiaoting conquistou o primeiro lugar em um campeonato de dança de salão em Xangai.
A partir de então, os esforços de dança de Xiaoting a levaram ao redor do mundo. Ela até viajou para a Grã-Bretanha, onde competiu na competição British Rising Star Amateur Ballroom – parte do concurso de dança de salão mais famoso do mundo, o Blackpool Dance Festival, onde ficou em sexto lugar.
Ao longo dos anos, Xiaoting acumulou inúmeras medalhas, troféus e elogios por sua incrível habilidade na dança de salão, com alguns relatos de que ela foi colocada em mais de 50 competições nacionais e internacionais. Xiaoting logo aprimorou ainda mais suas habilidades quando foi aceite no Departamento de Performance do Conservatório de Música de Sichuan, uma conhecida universidade chinesa com ex-alunos incluindo atores famosos, cantores, violinistas e muito mais.
Em 2018, tornou-se estagiária na Top Class Entertainment, querendo se tornar num idol. Em 2020, ela participou sob a agência no reality show de sobrevivência Produce Camp 2020 (também conhecido como Chuang 2020) apresentado pela Tencent Video. Ela foi eliminada no quarto episódio no ranking 80.

### 2021-atualmente: Girls Planet 999, Kep1er
No dia 7 de julho de 2021, Xiaoting foi confirmada como concorrente no novo reality show da Mnet, Girls Planet 999, junto com outras participantes, através do trailer do prólogo publicado no Youtube. 
Seu perfil oficial foi divulgado em 18 de julho de 2021.  O programa foi ao ar no dia 6 de agosto e terminou no dia 22 de outubro de 2021. 
Na final do show, foi revelado que ela alcançou o nono e último lugar, tornando-a integrante do Kep1er.
No dia 3 de Janeiro de 2022, Xiaoting se estreou com o grupo com o lançamento do primeiro álbum First Impact.